# فرانك أورباخ
فرانك أورباخ (بالإنجليزية: Frank Auerbach)‏ (29 أبريل 1931 – 11 نوفمبر 2024) هو رسام بريطاني، ولد في 29 أبريل 1931 في برلين في ألمانيا.

## وصلات خارجية
- فرانك أورباخ على موقع مونزينجر (الألمانية)
- فرانك أورباخ على موقع ديسكوغز (الإنجليزية)